# 長谷川義太郎
長谷川 義太郎（はせがわ よしたろう、1946年5月18日 - ）は、日本の実業家。1974年から2015 年まで東京の渋谷と原宿で営業した文化屋雑貨店の店主を務めた。

## 来歴・人物
この節の出典：
千葉県富里村（現・富里市）に生まれる。東京都墨田区にて外科医の長男として裕福な家庭で育つ。幼いときから銀座のデパートに出かけるなど文化資本に恵まれ、独特の審美眼を身につけることとなった。
千代田区立麹町中学校に進学。同級生には，1987年にシブヤ西武ロフト館を立ち上げた水野誠一（後に西武百貨店社長，参議院議員）やビギグループのデザイナー・小栗壮介などがいる。
1970年、武蔵野美術大学を卒業後デザイン事務所に就職。デザイナーを統括するディレクターであった菊地信義に影響を受ける。
1974年3月24日、文化屋雑貨店を渋谷に開業。1978年、画家・塗り絵作家である蔦谷喜一が資生堂ザ・ギンザホールで個展を行う。長谷川はデザイナー時代からきいちの商品を扱っており、その後文化屋雑貨店の定番商品として定着した。
1988年、ビル建て替えのため立ち退き。文化屋雑貨店を原宿に移転。
2013年、「ポール・スミス」旗艦店のPaul Smith SPACEで、大型のポップアップショップBunkaya meets Paul Smithをオープン。ポール・スミスとのコラボ商品を販売した。
2015年1月15日、文化屋雑貨店を閉店する。
2017年、写真家の五味彬らの協力を得て、自身の叔父である福光太郎の展覧会を開催。

### 雑貨
日本独自の製品カテゴリーである「雑貨」という概念を創造した。これを通じて、消費者のみならずファッションデザイナーやモデル、雑誌編集者など内外のクリエイターに対して、現在に至るまで多大なる影響力を与えている。

## 著書
- 『がらくた雑貨店は夢宇宙』晶文社、1983年ISBN 978-4794919786
- 『文化屋雑貨店：キッチュなモノからすてがたきモノまで』文化出版局、2014年ISBN 978-4579304479